# Violencia de diciembre de 2014 en Assam
En diciembre de 2014, varios ataques de militantes causaron la muerte de más de 75 personas tribales en Assam, India. Los ataques pasaron en los distritos de Chirang, Sonitpur, y Kokrajhar en 23 de diciembre de 2014. Ellos han sido atribuidas a la facción de Songbijit del Frente Nacional Democrático de Bodoland.
Las personas tribales son en su mayoría trabajadores de plantaciones de té. Algunos de ellos son los descendentes de los trabajadores quien fueron traído a Assam por los Raj británicos, mientras que otros son inmigrantes recientes de otras partes de la India. El NDFB asegura representar las personas Bodo, las que nativas de Assam. NDFB ha estado luchando una guerra separatista contra el gobierno para tener su propio estado Bodoland. Aunque varios militados del NBFD habían accedido a cesación del fuego y conversaciones de la paz en la década de 2000, la facción cuyo líder es IK Songbijit ha rehusado entregar la militancia.
En mayo, el gobierno había atribuido al NDFP un ataque similar de emigrantes. Los ataques de diciembre, que se describe como una de los peores masacres en la historia del nordeste de India, resultó a protestas de amplio alcance de personas tribales. Las protestas se volvieron violentas y llevaron a tres muertes las que fueron causado por la policía. Las personas tribales mataron a 14 Bodos para contraatacar también.[2]En el 26 de diciembre, el gobierno de India declaró el lanzamiento de "Operation All Out" para eliminar a los militantes Bodo y desplegado hasta 9,000 soldados del ejército Indiano Army y La reserva fuerza policía central (Central Reserve Police Force)

## Trasfondo
La gente Bodo es una tribu nativa de Assam, en el nordeste de la India. El frente democrático de Bodoland(NDFB) es un grupo militante que ha sido responsable de varios ataques contra colonos los que no son Bodo desde finales de 1980. El grupo entró un cese del fuego con el gobierno en 2005, 
pero una de sus facciones - NDFB (S), dirigido por IK Songbijit - se ha opuesto a las conversaciones de paz con el gobierno, pero NDFB había advertido a las represalias cuando la Policía de Assam lanzó una operación contra ellos. El 21 de diciembre de 2014, la Policía de Assam había matado a dos militantes NDFB.

## Violencia
Los militantes NDFB atacaron a las 6:25pm del 23 de diciembre de 2014, los tres distritos del Assam; Distrito de Kokrajhar, Distrito de Sonitpur. y Distrito de Chirang. Mataron a alrededor de 65 personas desarmadas, incluyendo 21 mujeres y 18 niños; la mayoría de los militantes y las víctimas tribales eran cristianos.